# Rathaus (Maßbach)

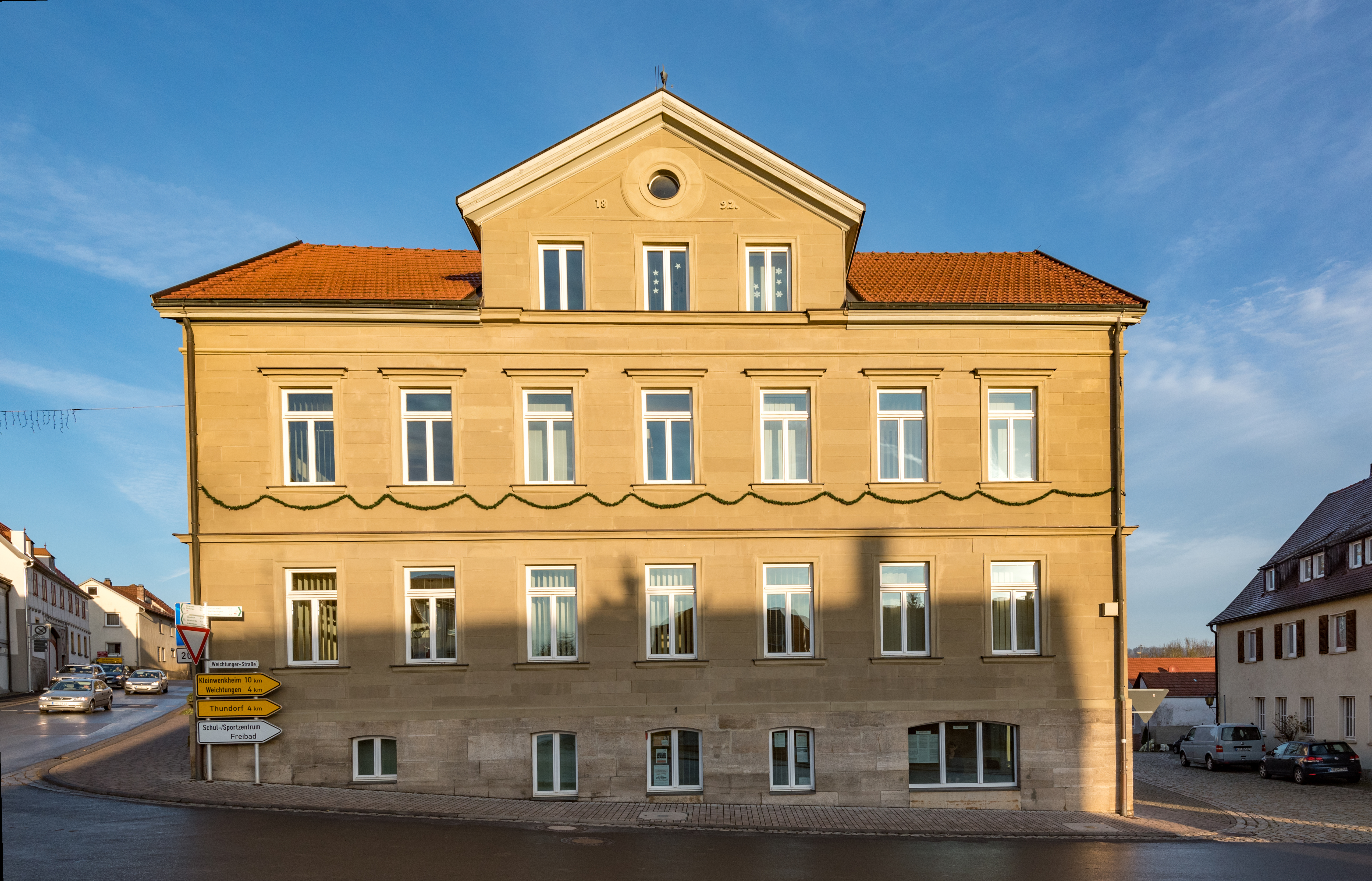
Rathaus in Maßbach

Das Rathaus in Maßbach, einer Marktgemeinde im unterfränkischen Landkreis Bad Kissingen in Bayern, wurde 1892 errichtet. Das Rathaus am Marktplatz 1 ist ein geschütztes Baudenkmal. 
Der zweigeschossige Sandsteinquadereckbau mit Satteldach hat einen hohen Zwerchhausgiebel. 